# Ernst Langthaler
Ernst Langthaler (* 1965 in St. Pölten, Niederösterreich) ist ein österreichischer Historiker und Professor für Sozial- und Wirtschaftsgeschichte an der Johannes Kepler Universität Linz.

## Leben
Ernst Langthaler wuchs in Frankenfels als Sohn des Elektromonteurs und späteren Bürgermeisters Ernst Langthaler (* 1941) und der Verkäuferin Inge Langthaler (1941–2019) auf. Er studierte nach der Matura am Bundes-Oberstufenrealgymnasium in St. Pölten 1983 bis 1986 Lehramt für Mathematik sowie Geschichte und Sozialkunde an der Pädagogischen Akademie in Krems. Neben seiner Arbeit als Lehrer an der Hauptschule Frankenfels ab 1987 absolvierte er 1992 bis 2000 ein Diplom- und Doktoratsstudium der Geschichte an der Universität Wien. Als Hauptschullehrer organisierte er mehrere zeithistorische Schulprojekte, etwa 1988 zum „Anschluss“ Österreichs an das Deutsche Reich 1938 sowie 1995 zum Mord an KZ-Häftlingen und zum Kriegsende in Frankenfels 1945.
1999 trat Langthaler aus dem Schuldienst aus und wurde Mitarbeiter in verschiedenen historischen und interdisziplinären Forschungsprojekten (FWF – Fonds zur Förderung der wissenschaftlichen Forschung, Österreichische Historikerkommission, Forschungsschwerpunkt „Kulturwissenschaften/Cultural Studies“ usw.). Ab 2001 war er Lektor an den Instituten für Zeitgeschichte sowie Wirtschafts- und Sozialgeschichte der Universität Wien, ab 2004 auch am Institut für Landschaftsplanung der Universität für Bodenkultur Wien. 2002 wurde er Mitarbeiter und 2005 stellvertretender Leiter des Ludwig Boltzmann-Instituts für Geschichte des ländlichen Raumes in St. Pölten (seit 2005: Institut für Geschichte des ländlichen Raumes), wo er unter anderem für die Herausgabe des „Jahrbuchs für Geschichte des ländlichen Raumes“ verantwortlich zeichnete. Dort leitete er 2009 bis 2012 das FWF-Forschungsprojekt „Landwirtschaftsstile“ und übernahm internationale Funktionen: als österreichischer Delegierter in der COST-Aktion „Programme for the Study of European Rural Societies (Progressore)“ 2005 bis 2009 und als Mitgründer und Sekretär der European Rural History Organisation 2012 bis 2023. Nach der Pensionierung des Institutsgründers Ernst Bruckmüller übernahm Langthaler 2011 die Leitung des Instituts für Geschichte des ländlichen Raumes, bevor er 2016 berufsbedingt dessen ehrenamtlicher Vorstand wurde.
Ein APART-Stipendium der Österreichischen Akademie der Wissenschaften 2005 bis 2008 ermöglichte Langthaler die Erarbeitung einer Habilitationsschrift über Landwirtschaft im Reichsgau Niederdonau 1938 bis 1945 (publiziert 2016 unter dem Titel „Schlachtfelder“), mit der er 2010 an der Universität Wien im Fach Wirtschafts- und Sozialgeschichte habilitiert und zum Privatdozenten ernannt wurde. Nach einer Gastprofessur am Institut für Geschichte und Ethnologie der Universität Innsbruck im Sommersemester 2010 übernahm er im Wintersemester 2010/11, Sommersemester 2011 und Wintersemester 2011/12 am Institut für Wirtschafts- und Sozialgeschichte der Universität Wien eine Gastprofessur und wurde für diesen Zeitraum zum Universitätsprofessor ernannt. Im Februar 2011 absolvierte Langthaler einen Erasmus-Lehraufenthalt an der Universität Santiago de Compostela. 2013 wurde er Mitglied der Kommission für Interdisziplinäre Ökologische Studien (KIÖS) der Österreichischen Akademie der Wissenschaften und des Niederösterreichischen Kultursenats, aus dem er 2023 aus Protest gegen die Regierungsbeteiligung der FPÖ in Niederösterreich austrat.
Nach mehr als eineinhalb Jahrzehnten außeruniversitärer Berufstätigkeit wechselte Langthaler 2016 in die universitäre Lehre und Forschung. Nach einem sechsmonatigen Fellowship am Rachel Carson Center for Environment and Society an der Ludwig-Maximilians-Universität München nahm er den Ruf auf die Universitätsprofessur für Sozial- und Wirtschaftsgeschichte an der Johannes Kepler Universität Linz an. Er wurde Vorstand des Instituts für Sozial- und Wirtschaftsgeschichte (seit 2024: Institut für Wirtschafts-, Sozial- und Umweltgeschichte), gründete die Arbeitsgruppe „Interdisciplinary Commodity Studies“ und koordinierte den Aufbau des Bachelor- und Masterstudiums Lehramt Sekundarstufe im Fach Geschichte, Sozialkunde und Politische Bildung in Kooperation mit den Pädagogischen Hochschulen in Linz. Ab 2022 leitete er das dreijährige FWF-Forschungsprojekt „Soy and Agro-Food Change (SoyChange): Austria from a Multi-Level Perspective, 1870-2020“. 2022/23 war er Mitglied des wissenschaftlichen Beirats zur Neukonzeption des ehemaligen Engelbert-Dollfuß-Museums im niederösterreichischen Texingtal.
Langthalers Arbeitsgebiete bilden die Wirtschafts-, Sozial- und Umweltgeschichte des 19. bis 21. Jahrhunderts mit den Schwerpunkten Agrar- und Ernährungsgeschichte, Regional- und Globalgeschichte sowie qualitative und quantitative Methodologie. Er ist Mitherausgeber der Buchreihen „Agro-Food Studies“, „Sozial- und wirtschaftshistorische Studien“ und „Quellen und Forschungen zur Agrargeschichte“ und der folgenden Zeitschriften:
- Commodity Frontiers
- Jahrbuch für Geschichte des ländlichen Raumes
- Österreichische Zeitschrift für Geschichtswissenschaften
- Zeitgeschichte

Als Experte für wirtschafts-, sozial- und umwelthistorische Themen kommt er auch in Zeitungen (Der Standard, Die Presse, Neue Zürcher Zeitung usw.) sowie Radio- und Fernsehsendungen (ORF, Dorf TV, BBC usw.) zu Wort.

## Publikationen
Monografien, Sammelbände und Zeitschriften-Themenhefte:
- Das Frankenfelser Buch. Frankenfels 1997 (Hg. mit Bernhard Gamsjäger).
- Über die Dörfer. Ländliche Lebenswelten in der Moderne. Wien 2000 (Hg. mit Reinhard Sieder).
- Agrarfragen. Österreichische Zeitschrift für Geschichtswissenschaften 13/4, Wien 2002 (Hg. mit Erich Landsteiner).
- Zwangsarbeit in der Landwirtschaft in Niederösterreich und dem nördlichen Burgenland. Wien 2004 (mit Ela Hornung und Sabine Schweitzer).
- Agrargeschichte schreiben. Traditionen und Innovationen im internationalen Vergleich. Innsbruck 2004 (Hg. mit Ernst Bruckmüller und Josef Redl).
- Reguliertes Land. Agrarpolitik in Deutschland, Österreich und der Schweiz 1930–1960. Innsbruck 2005 (Hg. mit Josef Redl).
- Sowjets, Schwarzmarkt, Staatsvertrag. Stichwörter zu Niederösterreich 1945–1955. St. Pölten 2005 (Hg. mit Stefan Eminger).
- Grüne Revolutionen. Agrarsysteme und Umwelt im 19. und 20. Jahrhundert. Innsbruck 2006 (Hg. mit Andreas Dix).
- Niederösterreich im 20. Jahrhundert, 3 Bände, Wien 2008 (Hg. mit Stefan Eminger, Oliver Kühschelm und Peter Melichar).
- Land-Arbeit. Arbeitsbeziehungen in ländlichen Gesellschaften Europas (17.–20. Jh.). Innsbruck 2010 (Hg. mit Rita Garstenauer und Erich Landsteiner).
- Agrosystems and Labour Relations in European Rural Societies. Turnhout 2010 (Hg. mit Erich Landsteiner).
- Globalgeschichte 1800–2010. Wien 2010 (Hg. mit Reinhard Sieder).[6]
- Im Kleinen das Große suchen. Mikrogeschichte in Theorie und Praxis. Innsbruck 2012 (Hg. mit Ewald Hiebl).
- Niederösterreich. Vom Ersten Weltkrieg bis zur Gegenwart. Innsbruck 2013 (mit Stefan Eminger).
- Kulinarische „Heimat“ und „Fremde“. Migration und Ernährung im 19. und 20. Jahrhundert. Innsbruck 2014 (Hg. mit Lars Amenda).
- Schlachtfelder. Alltägliches Wirtschaften in der nationalsozialistischen Agrargesellschaft 1938–1945. Wien 2016.
- Agro-Food Studies. Eine Einführung. Köln 2018 (mit Ulrich Ermann, Marianne Penker und Markus Schermer).
- Landwirtschaft und Ernährung im Nationalsozialismus. Zeitgeschichte 45/3, Innsbruck 2018 (Hg. mit Ina Markova).
- Globale Waren/Global Commodities. Österreichische Zeitschrift für Geschichtswissenschaften 30/3, Innsbruck 2019 (Hg. mit Erich Landsteiner).
- Nationalsozialismus in Niederösterreich. Opfer – Täter – Gegner. Innsbruck 2021 (mit Stefan Eminger und Klaus-Dieter Mulley).
- Region und Welt/Regione e mondo. Geschichte und Region/Storia e regione 30/1, Innsbruck-Wien-Bozen 2021 (Hg. mit Francesca Brunet und Marcus Gräser).
- „Zeitalter der Extreme“ oder „Große Beschleunigung“? Umweltgeschichte Österreichs im 20. Jahrhundert. Zeitgeschichte 50/2, Göttingen 2023 (Hg. mit Robert Groß).

## Auszeichnungen und Ehrungen
- 1997: Ehrenzeichen der Marktgemeinde Frankenfels in Gold für das Frankenfelser Buch[7]
- 2004: Kulturpreis des Landes Niederösterreich, Anerkennungspreis Geisteswissenschaften
- 2005: Kulturpreis des Landes Niederösterreich, Würdigungspreis Zeitgeschichte (mit Ela Hornung and Sabine Schweitzer)
- 2005: APART-Stipendium der Österreichischen Akademie der Wissenschaften